# Дені Родрик
Дені Родрик (тур. Dani Rodrik; нар. 14 серпня 1957) — турецький економіст, спеціаліст з економіки країн, що розвиваються та інституційних реформ, професор міжнародної політичної економії Гарвардського інституту державного управління імені Джона Ф. Кеннеді при Гарвардському університеті. Раніше був професором соціальних наук імені Альберта Хіршмана Школи соціальних наук при Інституті перспективних досліджень у Принстоні, Нью-Джерсі. Родрик має багато публікацій в області міжнародної економіки, економічного розвитку та політичної економії.
Одне з основних питань, що знаходяться у центрі його досліджень, — це питання про те, що є хорошою економічною політикою і чому одні уряди більш успішні у цьому аспекті, ніж інші. Основні роботи: «Економіка кермує: сила та слабкість „зловісної науки“» (Economic Rules: The Rights and Wrongs of the Dismal Science) та «Парадокс глобалізації. Демократія та майбутнє світової економіки» (The Globalization Paradox: Democracy and the Future of the World Economy). Родрик також є співредактором академічного журналу Global Policy.

## Біографія
Дені Родрик походить із сім'ї сефардських євреїв. По завершенню Robert College у Стамбулі, він отримав ступінь А. Б. (диплом з відзнакою) у Гарвардському коледжі, а згодом — ступінь доктора філософії в області економіки за дисертацію «Дослідження з теорії добробуту торгівлі та валютної політики» та ступінь магістра державного управління у Принстонському університеті.
Писав статті з економіки для турецької газети «Radikal» з червня 2009. Є співредактором видання Review of Economics and Statistics.
Ім'я Дені Родрика пов'язане із Національним бюро економічних досліджень, Центром досліджень економічної політики, Центром глобального розвитку, Інститутом Міжнародної економіки та Радою з міжнародних відносин. Дені Родрик отримував дослідницькі гранти від Carnegie Corporation, Фундації Форда та Фонду Рокфеллера.
У 2011 році приєднався до новоствореної World Economics Association в ролі члена виконавчого комітету.
Одружений із донькою турецького генерала у відставці Четина Догана, який був засуджений до довічного ув'язнення (термін було скорочено до 20 років) за участь у спробі державного перевороту.

## Робота
Книга Дені Родрика «Глобалізація зайшла занадто далеко?» була названа «однією із найважливіших економічних книжок десятиліття» за версією журналу «Bloomberg Businessweek».
У своїй книзі він зосередився на трьох аспектах суперечностей між глобальним ринком та соціальною стабільністю, вказуючи на дилему, що виникає при глобалізації, яка оголює лінії розламу між національними державами, які мають можливості та капітал для успіху на глобальному ринку, та тими державами, у яких цих переваг немає. Таким чином, ця система вільного ринку стає загрозою соціальній стабільності та місцевим соціальним нормам. В ході аналізу Родрик виділив три причини таких суперечностей.
По-перше, напруженість спричинюється глобалізацією, оскільки зменшення кількості бар'єрів для торгівлі і прямих іноземних інвестицій парадоксально встановлює нові кордони між націями і групами, які можуть скористатися перевагами таких транснаціональних взаємин, і тими, що не спроможні це зробити. Родрик відносить до першої категорії висококваліфікованих працівників, професіоналів та тих, хто має можливість реалізувати свої сили у тих сферах, де вони найбільш затребувані. Друга категорія включає, відповідно, некваліфікованих працівників і напівкваліфікованих працівників, чиї позиції в умовах глобалізації стають більш хиткими.
По-друге, глобалізація породжує конфлікти всередині та поміж націями поверх місцевих соціальних норм та соціальних інститутів. Техніка і культура усе більш стандартизується, і різні нації, як правило, демонструють неприйняття подібних колективних норм і цінностей, поширених на міжнародному рівні у стандартизованих формах.
Зрештою, по-третє, загроза глобалізації виникає, оскільки вона надзвичайно ускладнює забезпечення національними урядами соціального страхування.
«Свій підхід Д. Родрик вважає альтернативним консенсусу політиків та економістів, які беззастережно підтримують глобалізацію. Погляд Д. Родрика на глобалізацію базується на двох міркуваннях: (1) ринки та уряди доповнюють одне одного, а не замінюють одне одного; та (2) існує безліч моделей капіталізму, що сприяють економічному процвітанню».

## Нагороди
- 2002 — Премія Василя Леонтьєва за розширення кордонів економічної думки від (Global Development and Environment Institute[en]).

## Обрані публікації
- Rodrik, Dani (2011). The Globalization Paradox. Norton & Company, Inc. ISBN 978-0-393-07161-0.
- Rodrik, Dani (2007). One Economics, Many Recipes. Princeton University Press. ISBN 0-691-12951-7.
- McMillan, Margaret; Horn, Karen; and Rodrik, Dani (2004). When Economic Reform Goes Wrong: Cashews in Mozambique. Brookings Trade Forum 2003. с. 97—165.
- Rodrik, Dani (ed) (2003). In Search of Prosperity: Analytic Narratives on Economic Growth. Princeton University Press. ISBN 0-691-09268-0.
- Rodrik, Dani (2001). The Global Governance of Trade As If Development Really Mattered (PDF). UNDP. Архів оригіналу (PDF) за 26 грудня 2019. Процитовано 25 квітня 2016.
- Rodrik, Dani (1999). The New Global Economy and Developing Countries: Making Openness Work. Overseas Development Council. ISBN 1-56517-027-X.
- Rodrik, Dani (1997). Has Globalization Gone Too Far?. Institute for International Economics. ISBN 0-88132-241-5.

## Публікації української мовою
- Родрик Д. Чи є глобалізація єдиним шляхом для розвитку? // День. — 2001 — № 85